# Comté de Saint Clair (Illinois)
Pour les articles homonymes, voir Comté de Saint Clair.
Le comté de Saint Clair (en anglais : St. Clair County) est un comté des États-Unis, dans l'État de l'Illinois.
Il se rattache, avec quatre autres comtés, à l'agglomération Métro-Est, qui groupe, dans l'Illinois, les banlieues de Saint-Louis (Missouri).
Le comté a pour siège la ville de Belleville.

## Histoire
Après l'indépendance des États-Unis à la fin du XVIIIe siècle, le comté de St. Clair a été le premier comté établi dans l'actuel Illinois ; cette création précède l'existence de l'Illinois en tant que juridiction distincte. Le comté a été créé en 1790 par une proclamation d'Arthur St. Clair, premier gouverneur du Territoire du Nord-Ouest, qui lui a donné son nom.
La frontière d'origine du comté couvrait une vaste zone entre les rivières Mackinaw et Ohio. En 1801, le gouverneur William Henry Harrison a rétabli le comté de St. Clair dans le cadre du territoire de l'Indiana, étendant sa frontière nord au lac Supérieur et la frontière internationale avec la Terre de Rupert.
Lorsque le territoire de l'Illinois a été créé en 1809, le secrétaire territorial Nathaniel Pope, en sa qualité de gouverneur par intérim, a publié une proclamation établissant St. Clair et le comté de Randolph comme les deux premiers comtés de l'Illinois.

## Géolocalisation
Le comté était dans les années 1970 le Centre démographique des États-Unis (ou poids d'équilibre démographique).
| Ville de Saint Louis | Ville de Saint Louis Comté de Madison |                                      |
| Comté de Saint Louis | Comté de Saint Clair                  | Comté de Clinton Comté de Washington |
| Comté de Monroe      | Comté de Randolph                     |                                      |

## Villes
- Belleville
- Cahokia
- Caseyville
- Dupo
- East St. Louis
- Fairview Heights
- Freeburg
- Lebanon
- Lenzburg
- Marissa
- New Athens
- Mascoutah
- O'Fallon
- St. Libory
- Sauget
- Shiloh
- Swansea
- Washington Park

## Transports
- Interstate 55
- Interstate 64
- Interstate 70
- Interstate 255
- U.S. Route 40
- U.S. Route 50
- Illinois Route 3
- Illinois Route 4
- Illinois Route 13
- Illinois Route 15
- Illinois Route 156
- Illinois Route 157
- Illinois Route 158
- Illinois Route 159
- Illinois Route 161
- Illinois Route 163
- Illinois Route 177
- Illinois Route 203

## Source
- (en) Cet article est partiellement ou en totalité issu de l’article de Wikipédia en anglais intitulé « St. Clair County, Illinois » (voir la liste des auteurs).